# دار الدولة
دار الدولة ويعرف أيضًا بقصر الدولة وهو المقر الرسمي لرئيس كينيا، وكان مقر إقامة رئيس الوزراء منذ الاستقلال وحتى 12 ديسمبر 1964 عندما أصبحت كينيا جمهورية، ومنذ ذلك الحين، وبعد إلغاء منصب رئيس الوزراء، أصبح القصر المقر الرسمي للرئيس.

## التاريخ
قبل بناء البيت الحكومي في نيروبي، كان أول مقر إقامة للحاكم في المبنى الحكومي بمومباسا، والذي بُني عام 1879. بُني البيت الحكومي في نيروبي، والذي يُشار إليه الآن باسم دار الدولة، عام 1907 ليكون المقر الرسمي لحاكم شرق إفريقيا البريطانية، عندما كانت كينيا مستعمرة داخل الإمبراطورية البريطانية، وكان الحاكم يُجري مهامه الرسمية في مكتب المفوض الإقليمي القديم الذي أصبح الآن نصبًا تذكاريًا وطنيًا بجوار دار نيايو ثم يتقاعد إلى دار الحكومة ليوم واحدوقد صممه المهندس المعماري البريطاني السير هربرت بيكر.
بعد الاستقلال، أُعيدت تسميةالبيت الحكومي إلى دار الدولة، ورغم أنها ظلت المقر الرسمي لرئيس الدولة، إلا أنها أصبحت عمليًا مكتبًا إداريًا أو تشغيليًا، يُوفر أحيانًا أماكن إقامة لضيوف الدولة الزائرين وحفلات الاستقبال في الأعياد الوطنية، وقد ساد هذا الوضع حتى الآن، حيث فضّل الرئيسان جومو كينياتا ودانيال أراب موي السكن الخاص على الإقامة في دار الدولة.
في يوليو 2025، أعلن الرئيس ويليام روتو أنه سيبني كنيسة على أرض قصر الرئاسة بتمويله الخاص، وقد لاقى هذا القرار انتقادات واسعة، حيث هددت جمعية الملحدين في كينيا برفع دعوى قضائية بسبب ما وصفته بـترويج القومية المسيحية، وحثّ رئيس أساقفة نيروبي الكاثوليكي، فيليب أنيولو، على توضيح ما إذا كان الاقتراح سيُفضّل طوائف دينية معينة، كما نشرت صحيفة ديلي نيشن ما قيل إنها تصاميم معمارية للهيكل، تُظهر مبنىً كبيرًا بنوافذ زجاجية ملونة يتسع لـ 8000 شخص، وقالت إنه من المتوقع أن تبلغ تكلفته 9 ملايين دولار، معربةً عن مخاوفها بشأن ما إذا كان سيُخالف المبادئ العلمانية المنصوص عليها في الدستور الكيني.

## مساكن أخرى
يقع قصر الدولة في نيروبي على قطعة أرض مساحتها 3 كيلو متر مربع، وتبعد 10 دقائق بالسيارة عن مركز المدينة، بالإضافة إلى نيروبي، توجد مباني حكومية أخرى في مومباسا وناكورو.
توجد محافل حكومية في إلدوريت، وساجانا، وكيسومو، وكاكاميغا، وكيتالي، وروموروتي، وتشيرانجاني، وكيسي، وهي منتشرة في جميع أنحاء البلاد لتوفير الإقامة للرئيس أثناء جولاته في أنحاء مختلفة من البلاد.
التقى الرئيس أوهورو كينياتا ذات مرة برئيس الوزراء الصومالي عبدي فرح شيردون في ساجانا ستيت لودج، والذي يقال إنه النسخة الكينية من لعبة الداما في باكينجهامشير أو كامب ديفيد في ماريلاند، وقيل إن الرئيس ينقل المهام الرئاسية الرئيسية إلى مراكز خارج نيروبي.